# 萨仁高娃
萨仁高娃 （1962年7月14日—），蒙古族，内蒙古集宁市人，中國资深电视演员。

## 生平
萨仁高娃14岁进入内蒙乌兰察布盟歌舞团当舞蹈演员。1979年内蒙古电影制片厂成立，首部故事片《阿丽玛》，萨仁高娃参演。之后她考进北京电影学院表演系，1985年毕业后分回内蒙古电影制片厂，之后参演影片《十五的月亮》、《欲望的火焰》、电视剧《竹棘街15号》。其中在《竹棘街15号》表演，获得表演艺术学会第二届表演奖，《欲望的火焰》被提名为198年度“百花奖”最佳女主角前三名人选。
1989年因為主演广东电视台的大作《公关小姐》而一炮而红。其后一度息影，在广东省珠海市开办广东省珠海瑞桦戒毒康复中心，曾经因为開辦戒毒所而只剩下两万元身家。目前在珠海市定居，並且复出。

## 电视
- 《公关小姐》 饰 周颖（1989）
- 《湮没的青春》 饰 欧太太[4][5]
- 《亲情协议》又名《日出日落》
- 《开创盛世》 饰 萧皇后
- 《都市平安夜》
- 《血洒芝加哥》饰 阿凤
- 《女监档案》 饰 监狱长苏莹
- 《成吉思汗》 飾 訶額侖

## 电影
- 《十五的月亮》
- 《南国丽人》
- 《古墓惊魂》
- 《杜鹃啼血》 饰 鹃子
- 《竹林街十五号》
- 《北方囚徒》
- 《欲望的火焰》